# Schipdonkkanaal
Het Schipdonkkanaal (officieel: Afleidingskanaal van de Leie) loopt over een lengte van 56 km vanaf Deinze in de provincie Oost-Vlaanderen tot in Zeebrugge in de provincie West-Vlaanderen, waar het uitmondt in de Noordzee. Op het kanaal zijn tussen Deinze en het Kanaal Gent-Brugge vaartuigen toegestaan van CEMT-klasse Va, met een maximale diepgang van 2,5 m. Tussen het kanaal Gent-Brugge en de sluis van Balgerhoeke is het kanaal enkel bevaarbaar voor vaartuigen uit de CEMT-klasse I. Voorbij de sluis van Balgerhoeke is het kanaal niet meer bevaarbaar.
Er is wel sprake van een aanpassing van het kanaal om duwvaart tot klasse Vb vanaf Deinze mogelijk te maken over het volledige kanaal tot in Zeebrugge. Hiervoor dient het bestaande kanaal verbreed te worden. Aanvullend moet de vrije doorvaarthoogte verhoogd worden tot 9,2m. Dit voorstel stuit echter op hevige protesten, niet alleen van mensen die in de buurt van het kanaal wonen, maar ook van zij die vrezen dat dit unieke landschap van de parallelle en kruisende kanalen zal worden aangetast.

## Geschiedenis
Het graven van het Schipdonkkanaal was samen met het graven van het Leopoldkanaal een van de eerste grote infrastructuurwerken in het jonge België.
Door de vlasindustrie rond Kortrijk, en dan vooral het roten van het vlas in de Leie, was deze rivier zwaar vervuild geraakt. Om dit vervuilde water niet door Gent te laten stromen werd er stroomopwaarts van Gent een verbinding gegraven tussen de Leie en de Noordzee. Zo kreeg men ook meer controle over het waterniveau van de Leie en kon men overstromingen in Gent vermijden. Ook de functie als bijkomende waterweg was handig meegenomen.
Het graven en afwerken van het kanaal verliep tussen 1846 en 1860. Alleen al de bouw van de onderleider op de kruising van het kanaal met kanaal Gent-Brugge zou vier jaar in beslag nemen.

### Wereldoorlogen
Door de noord-zuid-oriëntatie van het kanaal tussen Eeklo en Deinze speelde het een belangrijke strategische rol in beide wereldoorlogen. Tijdens de Duitse terugtocht aan het einde van de Eerste Wereldoorlog in oktober 1918 waren er zware gevechten langs het kanaal, onder meer in de buurt van Ronsele.
In de Tweede Wereldoorlog werd er tijdens de Leieslag in mei 1940 opnieuw zwaar gevochten rond Zomergem. Op 26 mei staken de eerste Duitsers het kanaal over. Ook Vinkt (Bloedbad van Vinkt) en het aan het kanaal gelegen Meigem hadden in die dagen zeer erg te lijden. Bij de terugtrekking van de Duitsers in september 1944 werd andermaal zwaar slag geleverd, ditmaal met Canadese troepen ter hoogte van Balgerhoeke (Maldegem - Adegem). Hier is later een Tankmonument geplaatst.

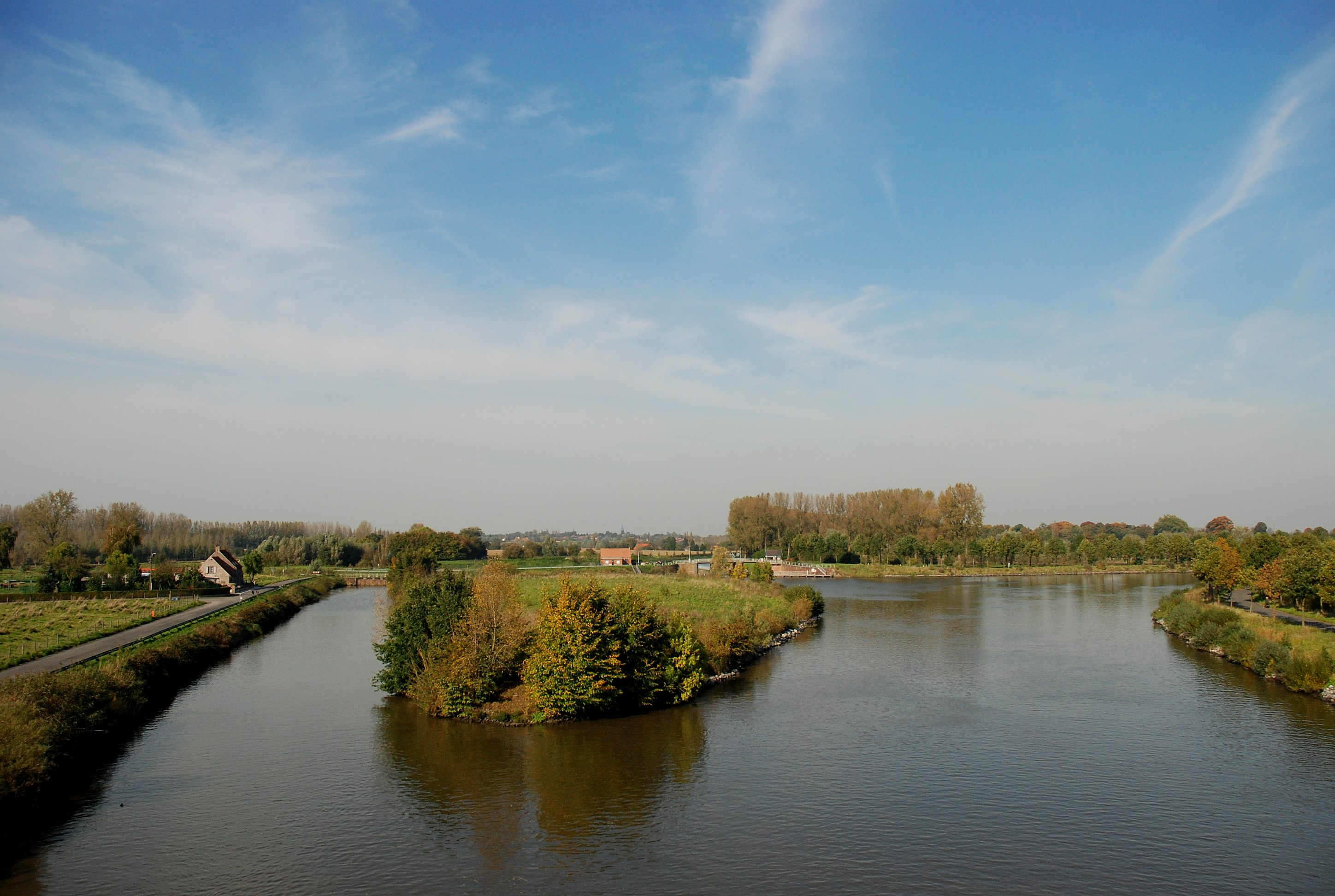
Eiland in het Schipdonkkanaal vlak voor de kruising met het kanaal Gent-Brugge (Brugse Vaart) en in de verte de Schipdonksluis. Dit kunstmatige eiland scheidt de verbinding met de Brugse Vaart (Kanaal Gent-Oostende) van het eigenlijke afwateringskanaal van de Leie, dat links onder de Brugse Vaart getunneld werd.

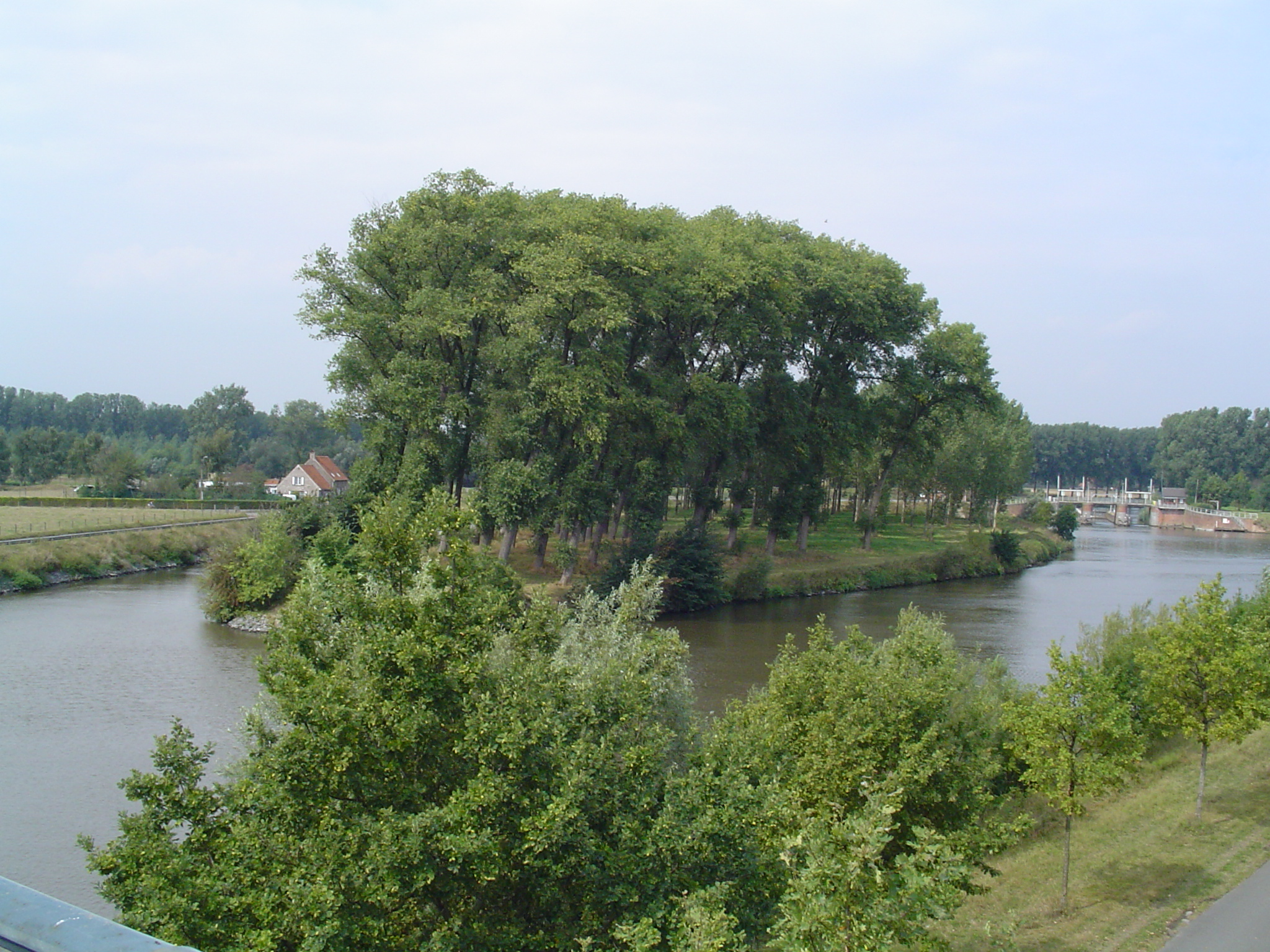
Eiland in het Schipdonkkanaal te Merendree, vooraleer de bomen gerooid werden.

## Loop
Van iets stroomopwaarts van Deinze splitst het kanaal zich los van de Leie om in noordelijke richting de vallei van de Reigersbeek te volgen tot aan Nevele. Daar vervolgt het kanaal zijn traject langs de dorpskern van Nevele tot aan het kanaal Gent-Brugge (Brugse Vaart). Tussen Nevele en Merendree wordt hierbij het traject van het Nevels Vaardeken in de vallei van de oude Kale gevolgd. 
Het kanaal Gent-Brugge is veel ouder dan het Schipdonkkanaal en omdat men het vuile water van het Schipdonkkanaal niet in het kanaal Gent-Brugge wilde hebben, werd er een keersluis en een sifon gebouwd zodat het water van het afleidingskanaal onder het andere door kon lopen. Het "Goed van Schipdonck" in de buurt van deze kruising zou het kanaal zijn naam geven.
Vanaf het kanaal Gent-Brugge loopt het Schipdonkkanaal langs het centrum van Zomergem, net ten oosten van enkele zandruggen die voor iets hogere oevers zorgen, tot aan de Zomergemse wijk Stoktevijver. Vanaf hier ligt het kanaal in de bedding van de Lieve, een veel ouder kanaaltje, tot in Moerkerke, een deelgemeente van Damme.
Officieel is het kanaal bevaarbaar tot de stuw van Balgerhoeke, waardoor het Kanaal van Eeklo ook bij de bevaarbare waterwegen behoort.. De stuw van Balgerhoeke vormt ook de scheiding tussen hydrografisch bekken de Brugse Polders en de Gentse Kanalen.
De laatste 20 kilometer voor de monding in zee lopen het Schipdonkkanaal en het Leopoldkanaal parallel, enkel gescheiden door een dijk.
Op dit traject kruisen de parallelle kanalen de Damse Vaart bij De Siphon, niet ver van Oostkerke. De Damse Vaart werd onder beide parallelle kanalen geleid. Voorheen was de Damse Vaart een ononderbroken waterweg. In 1940 werd de sifon verwoest. De kanaalkruising vormt tegenwoordig een schilderachtig geheel, mede door de hoog opgaande bomen langs alle drie de kanalen.

### Bruggen
Tussen Deinze en het kanaal Gent-Brugge moeten bruggen een grote doorvaarthoogte kunnen garanderen. 
- Dosschebrug (Vaartbrug), Deinze
- Kromme Brug, Deinze
- Voetgangersbrug, Nevele
- Nevelebrug, Nevele
- Brug E40
- Landegembrug, Landegem
- Spoorbrug
- Merendreebrug, Merendree
- Brug bij Petendonkstraat

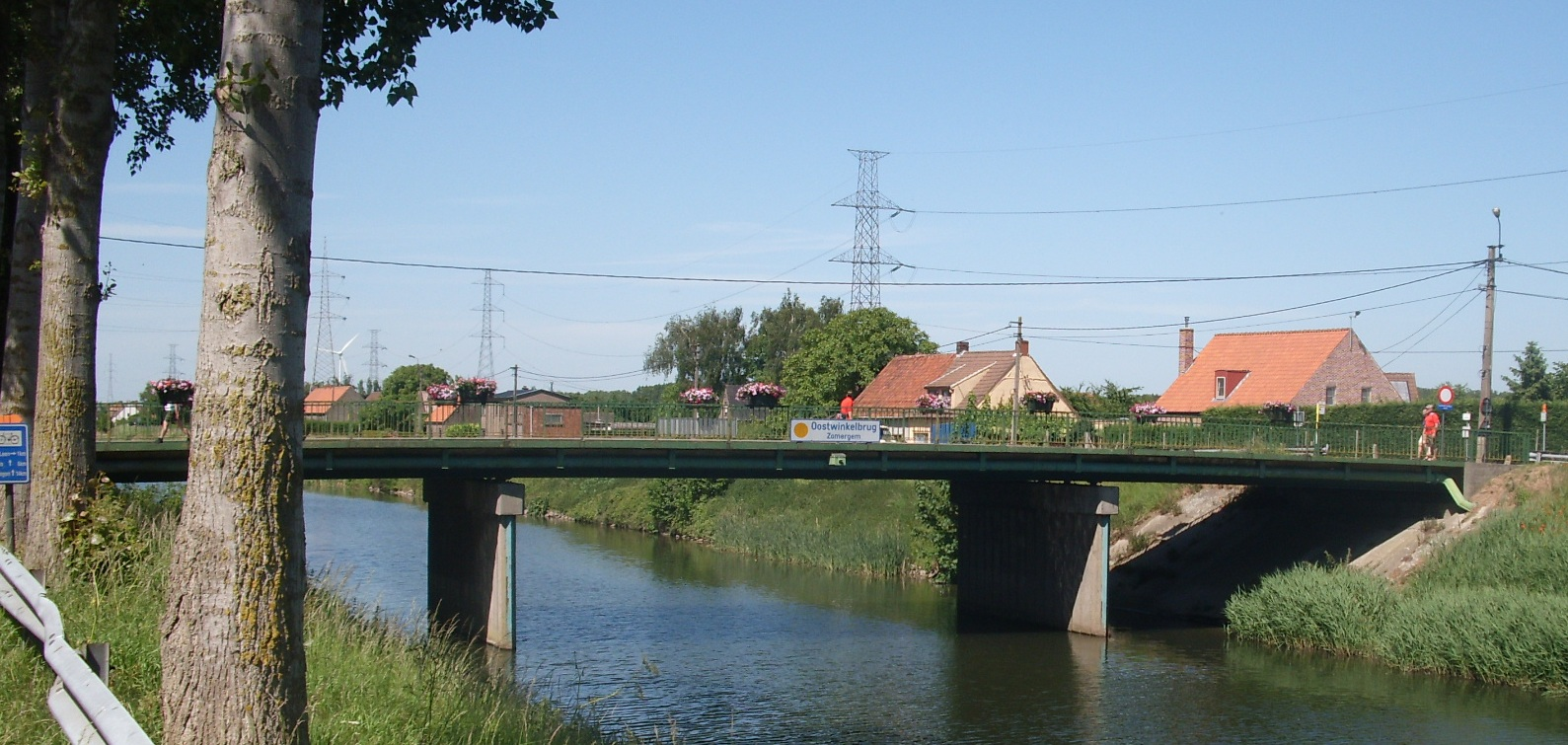
Oostwinkelbrug

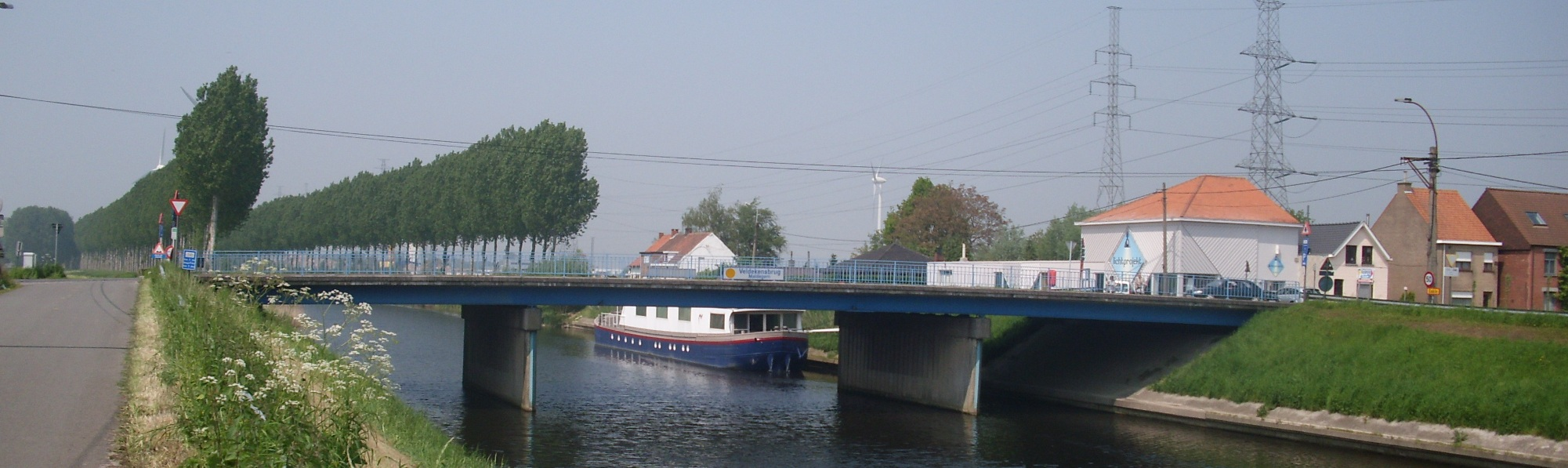
Veldekensbrug

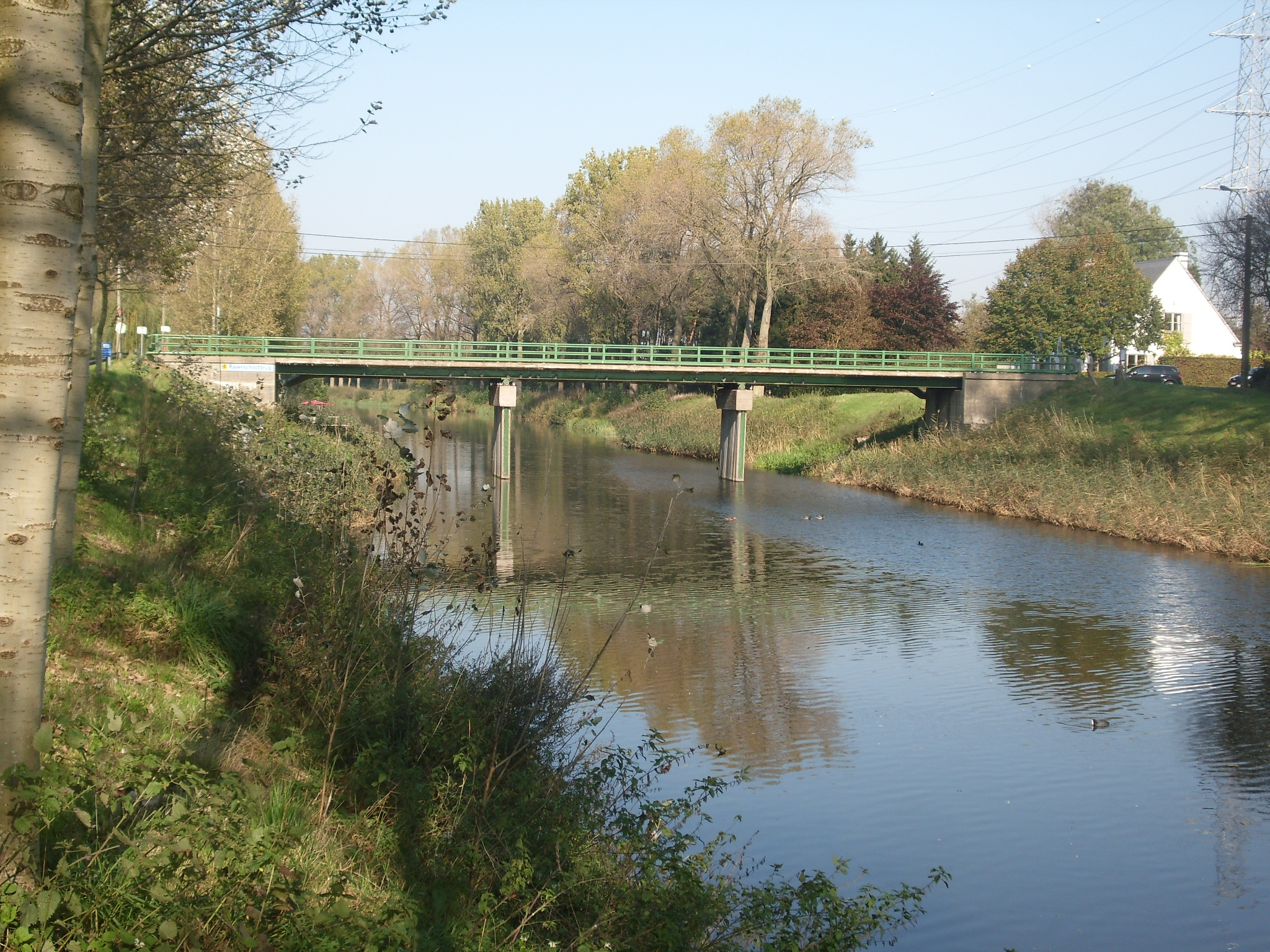
Raverschootbrug

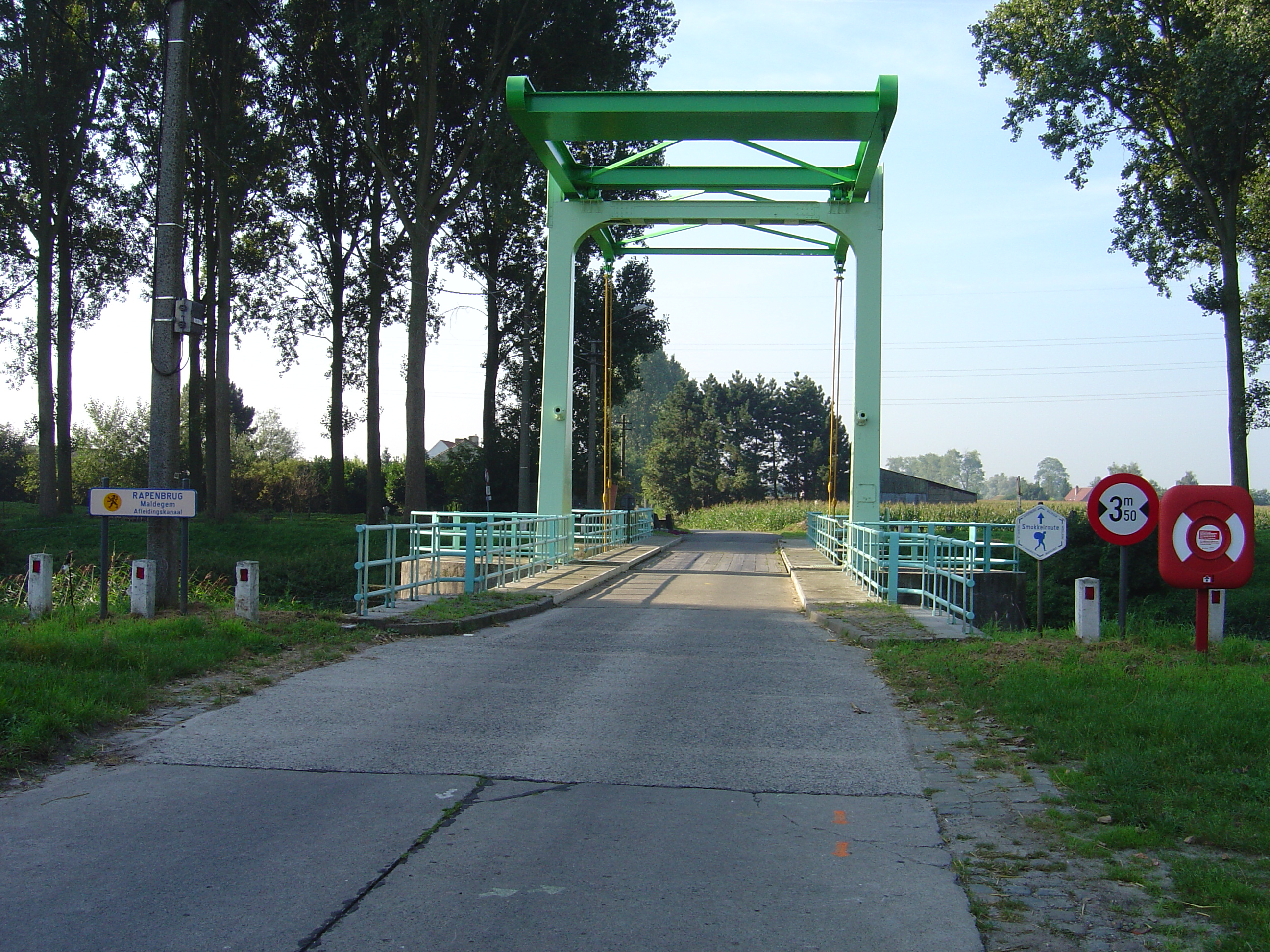
Rapenbrug in Maldegem

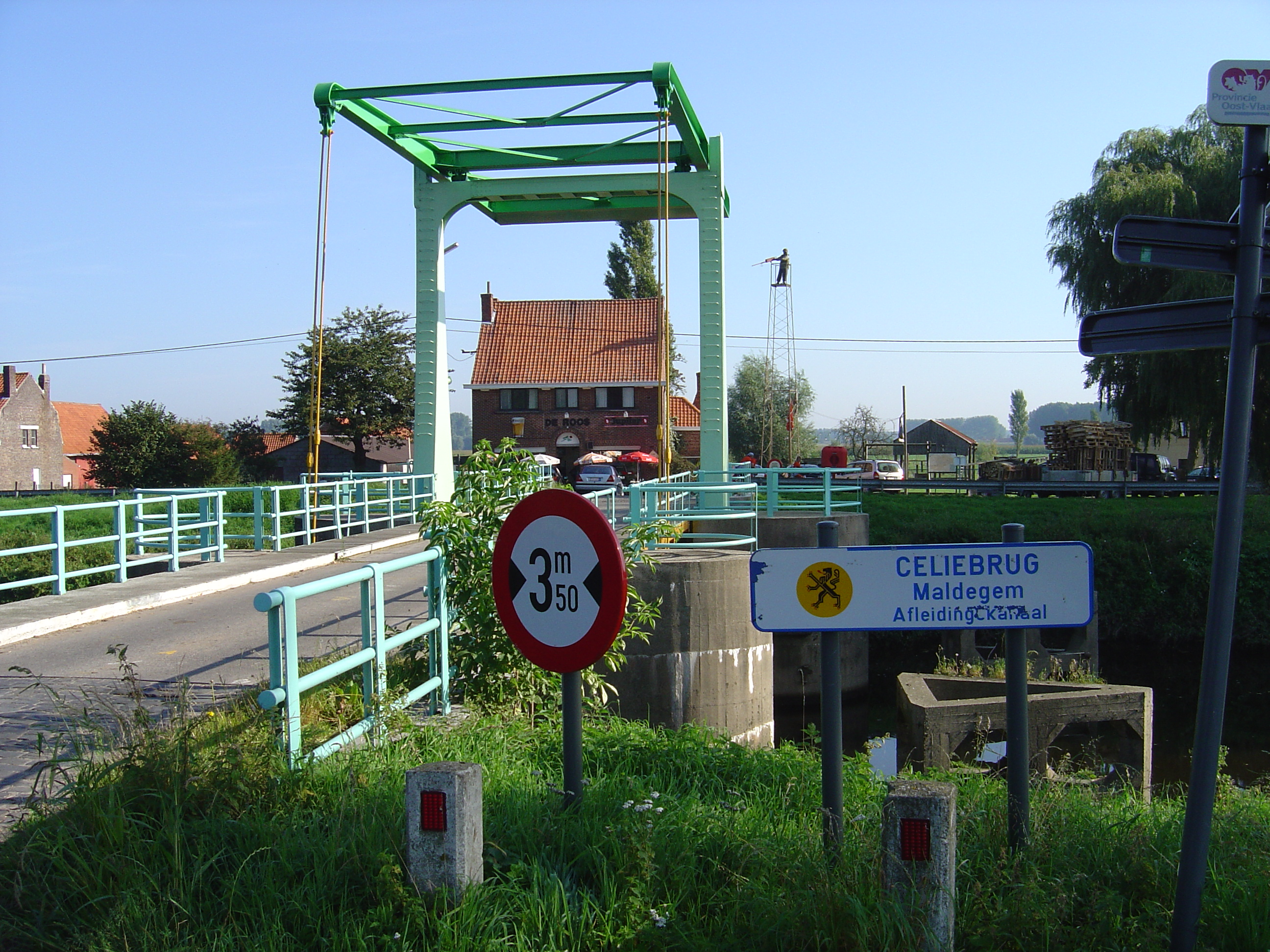
De Celiebrug in Maldegem

In het noordelijke deel zijn de bruggen een stuk lager
- Sluis van Schipdonk
- Duivekeetbrug, Zomergem
- Zomergembrug (Motjesbrug), Zomergem
- Daelmenbrug
- Stoktevijverbrug
- Oostwinkelbrug
- Veldekensbrug
- Raverschootbrug, Eeklo
- N9 brug
- Spoorbrug Balgerhoeke
- Sas en brug van Balgerhoeke
- Expresweg
- Celiebrug
- Rapenbrug
- Strobrug, Maldegem
- N49 brug
- Jacxenbrug
- Damweg
- Oude sluisdijk
- Sifon
- Oostkerkebrug (N374)
- Zelzatebrug of Dudzelebrug (N376)
- Brug van de A11
- Ramskapelse brug (bij de Sasstraat, afgebroken)
- Spoorbrug, Dudzele

### Seine-Scheldeverbinding
Door het realiseren van de Seine-Scheldeverbinding circa 2020 zal het profiel van het Schipdonkkanaal worden aangepast via bochtverbredingen en passeerstroken.

## Jaagpaden
Over vrijwel de volledige loop van het Schipdonkkanaal kan er langs het kanaal gefietst worden. 

### Fietssnelweg F422

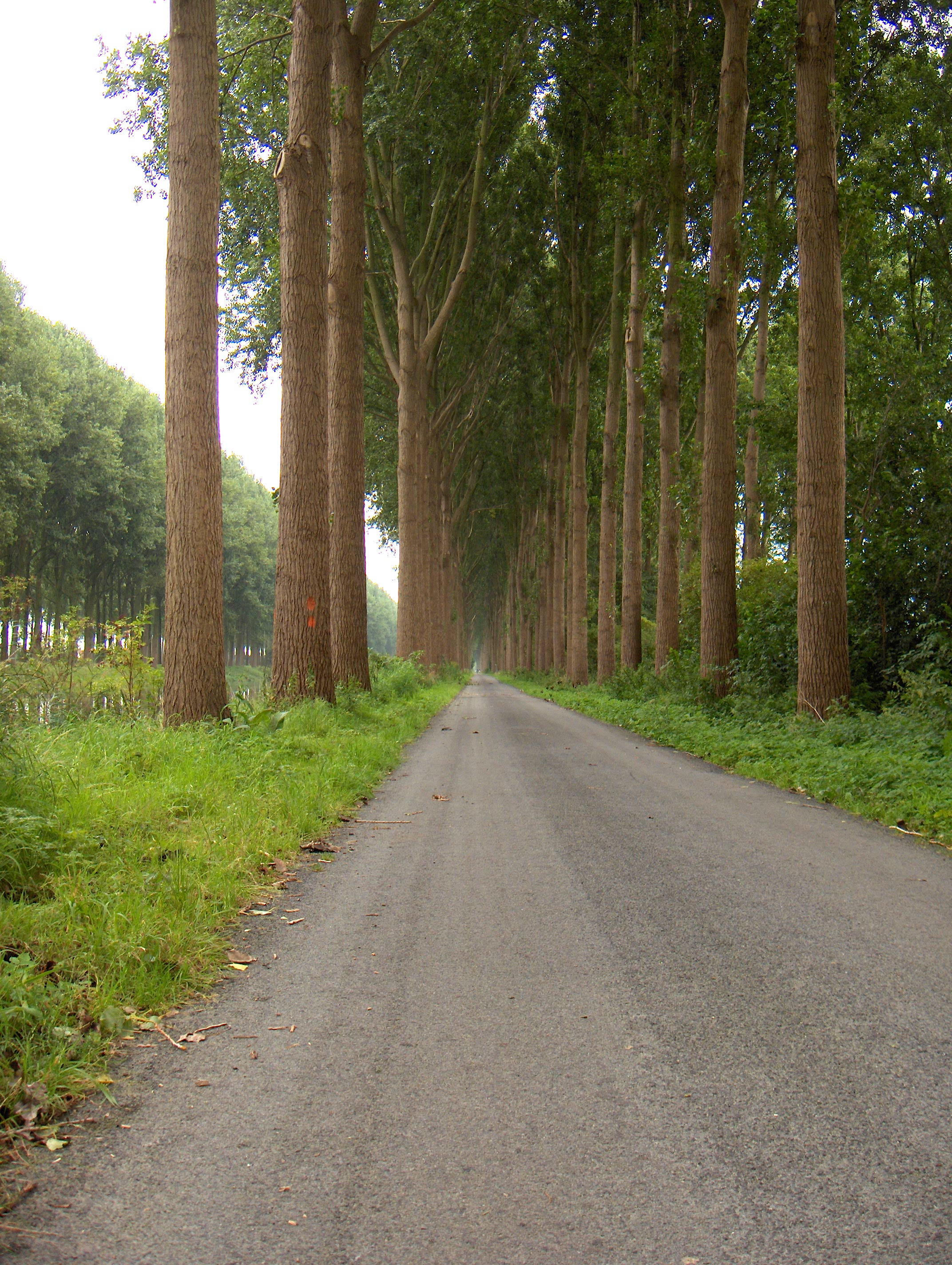
Jaagpad langs het Schipdonkkanaal, van Moerkerke naar Oostkerke

Het jaagpad op de rechteroever van het Schipdonkkanaal vanaf Deinze tot Merendree, en op de linkeroever van Zomergem tot Balgerhoeke (Eeklo), valt grotendeels samen met fietssnelweg F422. Enkel bij de kruising met het kanaal Gent-Brugge dient een kleine omweg gemaakt te worden.

### Fietssnelweg F311
Het jaagpad op de linkeroever van het Schipdonkkanaal van Eeklo (Balgerhoeke) tot Zeebrugge, valt grotendeels samen met fietssnelweg F311.

## Trivia
Bijnaam van het kanaal: de "Stinker", wegens de vervuiling en als contrast met de "Blinker", het Leopoldkanaal waar het de laatste kilometers parallel mee loopt. De vervuiling kwam door het vlasroten dat tot 1943 in de Leie plaatsvond.